# هيمنة (سلوك حيواني)

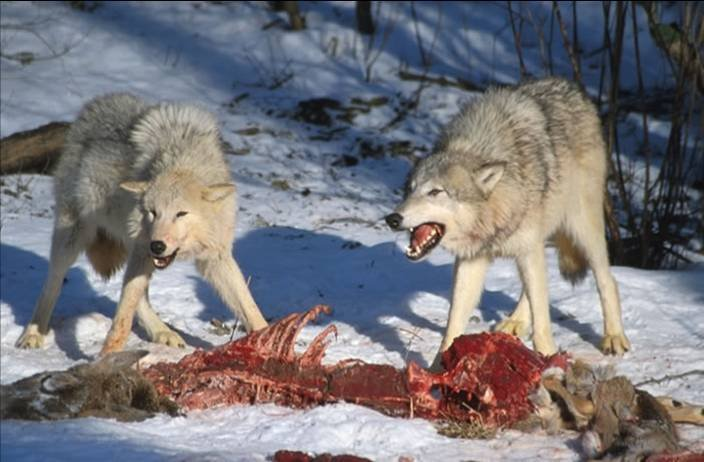
الذئب (يمين) يؤكدا هيمنته على الأخر (يسار) وتهديده - لاحظ الأسنان، وتسطح الأذنين، وآثار الغضب، في حين أن الذئب المنقاد (الخاضع) يخفض رأسه ويبتعد لاسترضاء الفرد المهيمن.

الهيمنة في علم السلوك الحيواني هي «تفضيل فرد الوصول إلى الموارد على حساب فرد أخر». الهيمنة في سياق العلم الأحياء والعلم الإنسان هي حالة التمتع برتبة اجتماعية عالية مقارنة بفرد أو أكثر من الأفراد الآخرين، الذين يتفاعلوا بخضوع للأفراد المهيمنة. وهذا يتيح للفرد المهيمن الحصول على الموارد مثل المواد الغذائية أو الأقران المحتملين على حساب الفرد الخاضع، من دون عدوان. غياب أو الحد من العدوان يعني تقليل استهلاك الطاقة غير الضرورية وتقليل خطر الإصابة. على العكس من الهيمنة هو الاستكانة.